# San Martín de Rubiales
San Martín de Rubiales – gmina w Hiszpanii, w prowincji Burgos, w Kastylii i León, o powierzchni 19,4 km². W 2011 roku gmina liczyła 169 mieszkańców.